# Liste der Monuments historiques in Hamel (Nord)
Die Liste der Monuments historiques in Hamel (Nord) führt die Monuments historiques in der französischen Gemeinde Hamel auf.

## Liste der Bauwerke
| Bezeichnung    | Beschreibung | Standort                | Kennzeichnung | Schutzstatus | Datum | Bild           |
| -------------- | ------------ | ----------------------- | ------------- | ------------ | ----- | -------------- |
| Kreuz          |              | Place Jean Sovet (Lage) | PA00107544    | Classé       | 1933  |                |
| Dolmen du Bois |              | (Lage)                  | PA00107545    | Classé       | 1914  | weitere Bilder |

## Liste der Objekte
| Bezeichnung                    | Beschreibung                     | Standort                      | Kennzeichnung | Schutzstatus | Datum | Bild |
| ------------------------------ | -------------------------------- | ----------------------------- | ------------- | ------------ | ----- | ---- |
| Taufbecken aus zwei Kapitellen | Sandstein, 16. Jahrhundert       | in der Kirche St-Sarre (Lage) | PM59003511    | Inscrit      | 1978  |      |
| Skulptur Christus am Kreuz     | Eichenholz, 17./18. Jahrhundert  | in der Kirche St-Sarre (Lage) | PM59003509    | Inscrit      | 1978  |      |
| Skulptur des heiligen Rochus   | Holz, bemalt, 19. Jahrhundert    | in der Kirche St-Sarre (Lage) | PM59003514    | Inscrit      | 1978  |      |
| Gemälde Christus am Ölberg     | 1891                             | in der Kirche St-Sarre (Lage) | PM59003515    | Inscrit      | 1978  |      |
| Skulptur Madonna mit Kind      | Holz, vergoldet, 18. Jahrhundert | in der Kirche St-Sarre (Lage) | PM59003510    | Inscrit      | 1978  |      |
| Kapitell                       | Stein, 16. Jahrhundert           | in der Kirche St-Sarre (Lage) | PM59003512    | Inscrit      | 1978  |      |
| Skulptur des heiligen Eloi     | Holz, bemalt, 19. Jahrhundert    | in der Kirche St-Sarre (Lage) | PM59003513    | Inscrit      | 1978  |      |